# Les Meilleurs Récits de Fantastic Adventures
Les Meilleurs Récits de Fantastic Adventures est une anthologie de neuf nouvelles publiées dans le magazine de fantasy américaine Fantastic Adventures. 
Cette anthologie, éditée par Jacques Sadoul, regroupe quelques-uns des meilleurs textes de science-fiction, fantasy ou fantastique de ce magazine.
On y retrouve quelques noms très célèbres, parmi lesquels Theodore Sturgeon ou William Tenn. Édité en poche en 1978 chez J'ai lu (n°880), avec des traductions de France-Marie Watkins, ce volume rassemble des textes publiés entre 1942 et 1952 (débuts de l'« âge d'or de la science-fiction »).

## Liste des nouvelles

### La Demi-portion
- Auteur : Robert Bloch.
- Titre original : The Little Man Who Wasn't All There.
- Date de parution : 1942.
- Situation dans l'encyclopédie : pages 8 à 33.
- Thème principal : invisibilité.
- Résumé : Lefty Feep a fait la connaissance de Monsieur Gorgonzola, le célèbre magicien. Celui-ci lui demande de veiller sur ses affaires ; Lefty accepte. Lefty ne tarde pas à découvrir que Gorgonzala a créé un habit qui rend invisible. C'est ainsi que se promenant en ville avec la veste invisible, les gens qu'il croise ne voient que ses chaussures et son pantalon ainsi que sa tête, mais pas le torse. De même, quand il met le pantalon, on ne voit que le haut de son corps (d'où le titre de la nouvelle : on ne voit que la « demi portion » de son corps). Après un moment d'adaptation (usage de l’habit en ville et découverte de l'invention), Lefty se sert de cet habit rendant invisible pour écarter Hépathos (un autre magicien concurrent de Gorgonzola) de Madame Gorgonzola, qui répondait favorablement à ses avances en l’absence de son époux. Dans un second temps, Lefty se fait voler l'habit par un Japonais qui veut livrer l'invention à son pays qui est en guerre contre les États-Unis. Mais auparavant le Japonais tente de tuer Gorgonzola afin que l'invention ne soit pas révélée à l'Armée américaine. Lefty intervient et blesse le Japonais qui rate sa tentative d'assassinat et qui est fait prisonnier. En effet, Lefty avait découpé au fond du pantalon invisible un bout de tissu : les fesses du Japonais étaient alors visibles et Lefty avait pu viser cette partie du corps du Japonais.
- Liens externes :
  - Fiche sur iSFdb
  - Fiche sur Noosfère

### Le Rocher voyageur
- Auteur : Theodore Sturgeon.
- Titre original : The Traveling Crag.
- Date de parution : 1951.
- Parution initiale en France : Fiction spécial n° 13 (opus n°176 bis), Chefs-d'œuvre de la science-fiction, éditions Opta, juillet 1968.
- Situation dans l'encyclopédie : pages 34 à 77.
- Résumé : 
  - Crisley Post, dit « Cris », est un agent littéraire. Il a repéré Sig Weiss, un auteur totalement inconnu, qui a écrit une nouvelle de science-fiction extraordinaire intitulée « Le Rocher voyageur ». Cris a réussi à vendre la nouvelle auprès de nombreux magazines et revues de science-fiction. Mais depuis plusieurs mois, Sig n'a rien écrit et n'a pas répondu aux appels téléphoniques et courriers postaux de Cris. Ce dernier décide de rencontrer son auteur pour savoir ce qu'il se passe. Après avoir pris l'avion, puis l'autocar, il arrive enfin au domicile de Sig situé à l'écart dans les bois. L'homme se montre réservé, voire hostile, en tout cas il se conduit « comme un ours ». Cris le supplie d'écrire une seconde nouvelle puis rentre chez lui. Quelques semaines après, il reçoit effectivement une nouvelle de Sig. Cette nouvelle est parfaitement mauvaise, sans aucun intérêt. Ceci déroute Cris.
  - Cris est contacté par une jeune femme, Tillie, qui affirme qu’elle sait ce qu'il s'est passé. Le comportement erratique de Sig serait lié à un artefact extraterrestre qui aurait atterri près de la cabane de Sig. C'est cet artefact qui aurait contribué à révéler les talents insoupçonnés de Sig. Cris et Tillie se rendent ensemble au domicile de Sig : si ce dernier n'a plus aucun talent, est-ce en raison du fait que l'artefact a disparu ou a été détruit ?
  - La fin de la nouvelle montre que Tillie en savait plus que ce qu'elle avait dit. L'artefact est détruit. Cris et Tillie reçoivent un message encourageant de l'intelligence extraterrestre qui avait construit l’artefact et qui était en lien télépathique avec Tillie.
- Liens externes :
  - Fiche sur iSFdb
  - Fiche sur Noosfère

### Un flirgleflipologue de génie
- Auteur : William Tenn.
- Titre original : The Remarkable Flirgleflip.
- Date de parution : 1950.
- Situation dans l'encyclopédie : pages 78 à 111.
- Thématiques : humour et voyage dans le temps.
- Résumé : 
  - Dans un lointain futur, sur Terre, le scientifique Terton est un homme spécialisé en flirgleflipologie, discipline ultra-spécialisée liée à une antique civilisation martienne disparue. Il est en conflit professionnel avec un autre collègue qu'il méprise, Thomas Banderling. Un jour, ce dernier lui demande son assistance pour effectuer une petite expérience scientifique. Ne voyant nul sujet de polémique ni d'inquiétude, Terton accepte. L'expérience a lieu et ses conséquences sont surprenantes.
  - Banderling a créé une machine à voyager dans le temps et a envoyé Terton plusieurs siècles dans le passé, au beau milieu du XXe siècle. Abasourdi par cette arrivée dans une période au sujet de laquelle il ne connaît quasiment rien, et arrivé complètement nu (la machine à voyager dans le temps n’envoie que les cellules vivantes mais pas les molécules inertes tels les vêtements), Terton est accusé d'exhibition sexuelle. Il ne doit son salut qu'à Burns, un jeune journaliste présent sur les lieux lors de son apparition, qui l'a vu poursuivi par un policier et se cacher dans une poubelle. Après le départ du policier, Burns lui fournit des vêtements et lui demande de lui donner des explications. Terton accepte de lui dire l’entière vérité.
  - Terton est conduit par Burns au siège de son journal, qui relève de la presse people. Le rédacteur en chef ne voit qu'une seule chose : le récit de Terton, qu'il soit vrai ou faux, peut faire vendre du papier. Une premier article sort dès le lendemain, puis un second le surlendemain. Des journalistes sont intéressés par le récit et demandent à rencontrer Terton dans le cadre d'une conférence de presse. Le rédacteur en chef accepte. Devant les journalistes qui lui posent des questions précises sur l'évolution de la civilisation humaine et des événements qui vont avoir lieu à moyen terme durant les cinquante prochaines années, Terton ne sait pas quoi répondre : l'histoire des États-Unis, de la civilisation occidentale et plus globalement de la Terre ne l’a jamais intéressé. En revanche il peut parler longuement de ses recherches en flirgleflipologie.
  - En fin de compte, Terton apprend avec stupéfaction que Burns est un émissaire temporel, envoyé par l'Ambassade Temporelle située plusieurs milliers d'années dans le futur. L'Ambassade Temporelle avait sélectionné Terton pour le faire disparaître afin que Thomas Banderling découvre le voyage dans le temps, prenne sa place comme chef du bureau de flirgleflipologie et permette, pour les siècles à venir, l'établissement de contacts temporels. Depuis le début, Terton a été manipulé et n'a été qu'un moyen pour l'Ambassade Temporelle de parvenir à ses fins. Terton va hélas rester bloqué au XXe siècle, tandis que Thomas Banderling deviendra pour la postérité le « flirgleflipologue de génie » (cf. intitulé de la nouvelle) qui aura inventé le voyage temporel. Pour sa part, Burns ne voit qu'une possibilité pour Terton de gagner honnêtement sa vie : être plongeur ou serveur dans un restaurant de seconde zone.
- Liens externes :
  - Fiche sur iSFdb
  - Fiche sur Noosfère

### L'Ouvre-boîte
- Auteur : Rog Phillips.
- Titre original : The Can Opener.
- Date de parution : janvier 1949.
- Situation dans l'encyclopédie : pages 112 à 131.
- Résumé : 
  - Les amis de Joe souhaitent fêter avec lui son dixième anniversaire de mariage, les « noces d'étain ». Or sans s'être concertés, ils ont tous acheté un ouvre-boîte en étain. L'un des participants, le docteur Spellman, leur explique pourquoi, à sa connaissance, Joe déteste les ouvre-boîte. Joe avait un collègue de travail : Slide. Joe avait remarqué que celui-ci avait une sorte de d'ouvre-boîte avec bec-verseur permettant de faire un trou à des boîtes de conserve et permettant ensuite de boire le contenu de la boîte. Or Joe avait remarqué qu'après la consommation des boîtes, celles-ci ne comportaient aucun trou ! Comment cela était-il possible ?
  - Profitant d'une absence de son collègue, Joe lui avait volé l'un des ouvre-boîtes/becs-verseurs. L'utilisant pour ouvrir une boîte de conserve, il avait réussi à en sortir le contenu sans faire de trou à la boîte ! Il avait fait analyser le métal composant ce bec-verseur, puis avait fait fabriquer cinq kilogrammes de cet alliage. L'usage de l'alliage avait révélé bien des potentialités à Joe, mais aussi des risques : on ne manipule pas sans danger un alliage qui permet d'accéder à la quatrième dimension ou à un trou de ver.
  - La nouvelles se termine par l’arrivée de Joe devant ses amis. Il leur révèle qu'il va lancer la fabrication en série d'ouvre-boîtes permettant de consommer les contenus de boîtes de conserve sans les ouvrir.
- Liens externes :
  - Fiche sur iSFdb
  - Fiche sur Noosfère

### L'Observateur
- Auteur : Robert Moore Williams.
- Titre original : The Observer.
- Date de parution : 1945.
- Situation dans l'encyclopédie : pages 132 à 152.
- Résumé : On est à la fin de la Seconde guerre mondiale. L'armée américaine recrute à tout-va. Le sergent Mike a la stupéfaction de découvrir les résultats des tests de la recrue John Hunt : 100 % de réussite, ce qui ne s'était jamais vu jusqu'à présent. Mike a une conversation avec Hunt et lui annonce qu'il va en référer à sa hiérarchie. Hunt lui demande de n'en rien faire. Plus tard, la fiche contenant les résultats des tests se modifie, ne montrant désormais plus aucune note d'évaluation exceptionnelle. De surcroît, Mike souffre d'un mal au ventre intense qui l'oblige à rester alité à l'infirmerie du régiment. Quand il en sort, il remet son rapport au capitaine Richards, mais celui-ci meurt d'une crise cardiaque inattendue. Mike a compris que Hunt cache un secret très important. Il récupère les originaux des tests, les photographie, et les envoie par courrier à diverses autorités militaires du pays. Le lendemain, il révèle à Hunt son action et lui demande des explications. Hunt lui répond qu'il est un observateur extraterrestre, envoyé par une civilisation lointaine pour étudier les êtres humains. Étant démasqué, il appelle son vaisseau spatial. Sous le regard interloqué de Mike, un vaisseau spatial vient en pleine nuit récupérer Hunt qui quitte la surface de la planète. Mike a compris que jamais personne ne le croira. Dans les mois et années qui suivront, il regardera souvent le ciel en se demandant si ces extraterrestres sont des amis ou des ennemis.
- Liens externes :
  - Fiche sur iSFdb
  - Fiche sur Noosfère

### Le Monde creux
- Auteur : Harry Walton.
- Titre original : The Hollow World.
- Date de parution : 1952.
- Situation dans l'encyclopédie : pages 153 à 167.
- Résumé : Steve a vécu deux vies. Dans la première, il a créé une entreprise et s'est marié avec Karen. Mais la société a fait faillite, Karen l’a quitté et ils et ils n'ont pas eu d'enfants. Puis, à la suite d'un retournement de situation inattendu, il a retrouvé un travail très bien payé, Karen est revenue, ils ont eu deux enfants. Ce soir-là, il discute avec son vieil ami George Durwell, qui connaît les mêmes problèmes qu'avait eus jadis Steve. Ce dernier révèle à George que son changement de vie résulte d'une sorte de pacte avec le Diable avec un mystérieux individu. Le prix à payer était le fait de vivre une vie truquée, fausse, incomplète, creuse (d'où le titre de la nouvelle). Ce n'est pas grâce à ses capacités intellectuelles qu'il a retrouvé un travail bien rémunéré, et Karen n'est pas revenue par hasard. Il y a de la magie dans ces événements, et peut-être un processus diabolique. Il propose à George de lui transmettre son pouvoir ; ainsi Steve pourra vivre sa vraie vie. George accepte avec joie ce pacte diabolique.
- Liens externes :
  - Fiche sur iSFdb
  - Fiche sur Noosfère

### Inoculation
- Auteur : Roger Flint Young, pseudonyme de Peter Grainger.
- Titre original : Inoculation.
- Date de parution : 1950.
- Situation dans l'encyclopédie : pages 168 à 185.
- Résumé : Depuis 40 ans, les Humains sont en guerre contre les « Externes ». Ils ont confié la coordination de la défense terrestre à un « Coordinateur » qui détient de nombreux pouvoirs. L'actuel Coordinateur est Dancin et, chose rare, est en poste depuis plus d'un an. Pastor est le chef de l'unité de contre-espionnage du département de la Défense. Il a placé un micro « mouchard » dans le bureau de Dancin et, horrifié, découvre que Dancin est en relation directe avec une personne qui semble être l'ambassadeur ou un officier militaire des Externes. Sans révéler ce qu'il a découvert avec précision, il lance une procédure de destitution à l'encontre de Dancin lequel, à sa grande surprise, ne se défend pas. Pire, il accepte sans difficulté de quitter le pouvoir et d'être exécuté. Élu à son tour Coordinateur à la place de Dancin, Pastor emménage dans le bureau de son prédécesseur. Il est alors contacté par l'interlocuteur de Dancin. Effectivement, c'était un Externe. Mais ce qu'il apprend lui glace le sang : les Externes attaquent la Terre par petites touches, pour forcer les Humains à se battre, à améliorer leurs armes de riposte spatiale, à renforcer leurs systèmes de défense. La guerre contre les Externes est en quelque sorte un micro-bacille qu'on inocule à l'humanité (d'où le titre de la nouvelle qui fait référence à l'inoculation) pour l’aider à devenir plus forte. Plus forte avant quoi ? Avant que les véritables ennemis, les Middens, de vraies terreurs, se présentent dans le système solaire. Rétrospectivement, Pastor comprend alors le sens de la discussion qu'il avait enregistrée entre Dancin et l'Externe, et comprend pourquoi Dancin, par patriotisme, ne s'était pas défendu.
- Liens externes :
  - Fiche sur iSFdb
  - Fiche sur Noosfère

### C'est dans les cartes
- Auteur : Rog Phillips.
- Titre original : It's in the Cards.
- Date de parution : octobre 1952.
- Situation dans l'encyclopédie : pages 186 à 205.
- Remarque : les « cartes » indiquées dans les titres anglais et français font références aux cartes à jouer, pas aux cartes géographiques.
- Résumé : L'histoire est racontée par un narrateur dont, au début, on ne sait rien. Une arche spatiale traverse l'espace depuis des années. Les membres de l'équipage finissent par penser que l'un d'eux, Mel, est en connexion directe avec Dieu et qu'il est, en quelque sorte, son prophète. Les uns après les autres, ils se suicident en se jetant hors du vaisseau dans le vide spatial. Finalement, Mel, resté seul dans le vaisseau et ne supportant plus la solitude et ignorant s'il est vraiment prophète ou illuminé, se jette lui-aussi dans le vide. Il ne reste plus dans le vaisseau spatial que le narrateur. Ce n'est pas Dieu, mais l'intelligence artificielle qui dirige le vaisseau. On ignore si c'est elle qui est à l'origine de la folie de l'équipage, ou si elle s'est seulement contentée de retranscrire les événements de manière neutre.
- Liens externes :
  - Fiche sur iSFdb
  - Fiche sur Noosfère

### …Comme les autres nous voient
- Auteur : Raymond F. Jones.
- Titre original : …As Others See Us.
- Date de parution : mai 1951.
- Situation dans l'encyclopédie : pages 206 à 249.
- Résumé :
  - Le commandant Dawson pilote le vaisseau spatial Westphalia qui se dirige vers l'étoile Donophan-1210. Le maître du vaisseau, le milliardaire George Philipps, a affrété le vaisseau afin de satisfaire un caprice de son épouse et de ses deux filles ainées, qui se sont entichées de l’artiste Canby. La troisième fille est restée aveugle à l'attrait exercé par Canby sur sa mère et sœurs. Invoquant une légende qu'il a recueillie, Canby leur a proposé de se rendre sur la seule petite planète qui orbite autour de cette étoile afin de trouver la « Vallée de cristal », qui mènerait vers la « Caverne de Vie », censée donner la vie éternelle. Après supplications et menaces, George Phillips a accepté de financer l'expédition en direction de cette planète.
  - Il y a bien une planète en orbite autour de l'étoile. Une expédition est organisée, à laquelle prennent place, outre le commandant Dawson et le milliardaire George Philipps, l'épouse de ce dernier, les trois filles du couple Philipps, le fiancé de la fille aînée, l'artiste Canby ainsi qu'un navigateur spatial et un pilote. Tandis que le pilote reste en observation, les neuf membres du groupe vont à l’aventure, guidés par Canby. Ils découvrent la Vallée de cristal et finissent par y découvrir quatre êtres vaguement humanoïdes formés entièrement de cristal. Le groupe les appelle les « cristomorphes », lesquels communiquent par télépathie. Ils apprennent que les cristomorphes étaient neuf mais qu'il y a eu une scission entre eux : quatre d'entre eux ont accepté d'accueillir les humains, mais les cinq autres ont refusé l'accueil. Tandis qu'ils traversent la Vallée de cristal, Dawson observe, réfléchit et finit par découvrir la réalité des choses.
  - En réalité les cristomorphes ne sont pas vivants. Il s'agit de cristaux qui captent les pensées intimes et secrètes des neuf membres du groupe et qui les transforment en cristaux. Les quatre cristomorphes sont les avatars de Dawson, de George Philipps, de la fille cadette et du navigateur spatial, tandis que les cinq autres sont les avatars de l'épouse, des deux autres filles Philipps, de Canby et d'un fiancé des sœurs. Ces cinq personnes, remplies de ressentiment, détestent George Philipps et convoitent secrètement sa fortune. Canby meurt au cours du voyage et son avatar meurt aussi. Les quatre avatars « gentils » sont attaqués par les autre avatars « méchants ». Comprenant que les cristomorphes ne sont pas intelligents et ne sont que le reflet des personnalités qu'ils représentent, Dawson s'adresse directement et successivement à l’épouse, aux deux filles et au fiancé, leur montrant leurs aspects positifs. Ces cinq membres du groupe baissent l'intensité de leur haine et de leur ressentiment, si bien que les quatre avatars « gentils » mettent en déroute les quatre « méchants ». Ils peuvent alors tous rejoindre sains et saufs le vaisseau spatial.
- Liens externes :
  - Fiche sur iSFdb
  - Fiche sur Noosfère

## Source bibliographique
- Fiction n°298, critique positive de Jean-Marc Ligny[1].